# استاد (فاروج)
استاد، روستایی است از توابع بخش مرکزی شهرستان فاروج در استان خراسان شمالی ایران.

## جمعیت
این روستا در دهستان شاه‌جهان قرار داشته و براساس سرشماری سال ۱۳۸۵جمعیت آن 800 نفر (200 خانوار) بوده‌است.

## موقعیت
این روستا با مختصات جغرافیایی ۵۸ درجه طول شرقی و ۳۷ درجه و ۱۰ دقیقه عرض شمالی، در ۳۰ کیلومتری جنوب غربی شهر فاروج و ۹۵ کیلومتری جنوب شرقی شهر بجنورد قرار دارد. این روستا از شرق به کوه برج خان، از جنوب شرقی به کوه پیش کمر محدود می‌شود و ۱۴۵۰ متر از سطح دریا ارتفاع دارد.
رودخانه خسرویه- استاد در شرق روستا جریان دارد.

## آب و هوا
آب و هوای آن معتدل کوهستانی است. میانگین بارندگی سالانه آن ۲۶۵ میلی‌متر گزارش شده‌است. در چهار فصل سال دارای آب و هوایی خاص می باشد که نظیر آن ا در هیچ کجای ایران نمی توان یافت . دارای رودخانه ی دائمی زیبا و دل انگیز می باشد که در تمام فصول سال جاری می باشد.

## نام‌های قبلی این منطقه
آساک، استو، آستی، استاد. در تاریخ آمده‌است که در زمان خوسرو پرویز، به دلیل اینکه ساکنین این منطقه در صنایع دستی خبره (استاد) بوده‌اند نام این منطقه از استو که اسمی عربی است به استاد تغییر نام داده است. استاد را می‌توان منطقه‌ای تاریخی با مناظر زیبای آن (دره استاد) نام برد، به عنوان مثال حمام و مسجدی قدیمی که به وسیله میراث فرهنگی تأیید و ثبت شده‌است و همچنین دیواره‌های قلعه کهنه که به محض ورود به روستا خود نمایی می‌کند وجود اثاری از آتشکده بیانگر قدمت تاریخی این منطقه می‌باشد، برخی معتقدند که آساک که یکی از پایتخت‌های دوره اشکانیان است همین استاد کنونی می‌باشد. میوه این منطقه بیشتر گردوست و همچنین میوه‌هایی نظیر:انگور، سیب، گلابی، گیلاس، آلبالو، زردالو ، گردو  و ... نام برد.